# Rechtsanthropologie
Die Rechtsanthropologie untersucht Inhalt und Funktionsweisen rechtlicher Strukturen des Menschen unterschiedlicher kultureller Traditionen von ethnischen Gruppen und indigenen Völkern. Rechtsanthropologie bezeichnet außerdem eine rechtswissenschaftliche Forschungsrichtung, die sich den naturalen Grundkonstanten von Gesetzgebung und Rechtsprechung verschrieben hat.

## Überblick
Als Pionierschrift kann hier aus dem Jahr 1955 die klassische Studie Max Gluckmans The Judicial Process among the Barotse of Northern Rhodesia genannt werden.
Im deutschen Sprachbereich ist das wissenschaftliche Fach jung; die Rechtswissenschaftliche Fakultät der Universität Wien spielt hier eine Vorreiterrolle. Als „roter Faden“ zieht sich durch das Fach Rechtsanthropologie sowie durch das Fach Kulturrecht der Begriff der „Kultur“, wenngleich dieser im Kulturrecht anders beforscht wird als in der Rechtsanthropologie. Sie befasst sich in diesem Zusammenhang mit folgenden, weltweit immer bedeutsamer werdenden, Fragen:
- Legal Pluralism
- Rechte der indigenen Völker
- Recht der Entwicklungszusammenarbeit
- interkulturelles Konfliktmanagement

Inhaltlich erstreckt die Rechtsanthropologie ihren Gegenstand daneben auf alle Angebote der Anthropologie, neben denen der Kulturanthropologie auch auf diejenigen der philosophischen Anthropologie und der Sozialanthropologie. Mit der verwandten Rechtssoziologie teilt die Rechtsanthropologie sich ihr Interesse an den Ergebnissen der Soziobiologie. Insgesamt bildet die Rechtsanthropologie eine naturalistische Ausprägung der allgemeinen Rechtsphilosophie. Im Hintergrund steht eine Art von kulturellem Dualismus von Sollen (dem Recht) und dem Sein (der Natur- und Sozialwissenschaften).
Die Rechtsanthropologie hat die Aufgabe, diejenigen Elemente des Menschenbildes aufzugreifen, die die empirischen Wissenschaften vom „homo sapiens“ liefern, und diese mit dem idealen Menschenbild der westlichen Rechtssysteme zu verbinden. Die großen westlichen Rechts- und Verfassungsideen, wie diejenigen des souveränen Rechtsubjekts und der Autonomie, die Freiheitsrechte und die daraus folgenden Eigenverantwortung, die Staatsform der Demokratie und das alte Rechtsinstitut des Vertrages etc. beruhen auf der nicht beweisbaren Annahme des im Willen freien (einzelnen) Menschen (Freier Wille). Dagegen neigen die Naturwissenschaften dazu, den Menschen von der Natur her fremdbestimmt zu deuten, wie es etwa die Diskussion um die Neurophilosophie belegt. Die sozialreale Ebene der Kultur eröffnet den dualen Weg, jedenfalls bis zum vollen Nachweis der Fremdbestimmtheit des Menschen und der Anerkennung der Nachweise durch die westliche Gesellschaft von der Annahme (der Fiktion, dem Axiom) der Willensfreiheit auszugehen und dennoch die Naturgegebenheit des Menschen zu beachten.

## Geschichte und Theoretiker
Bereits Platon erklärt seine Staatsidee und seine Vorstellung von der Gerechtigkeit, nach der jeder das Seine nach seinem Wesen und seiner Begabung zu erbringen habe, mit seiner Lehre von den drei Teilen der Seele (dem Begehrenden, dem Muthaften und dem Vernünftigen). Für Aristoteles ist der Mensch ein zoon politikon – ein soziales Lebewesen.
Arthur Kaufmann gibt in seiner „Problemgeschichte der Rechtsphilosophie“ einen Überblick über die Entwicklung der Rechtsanthropologie seit der Frühmoderne. Im neuzeitliche Naturrecht hätten Hobbes, Spinoza, Locke, Thomasius, Bentham und Rousseau rechtsanthropologische Fragestellungen erörtert. Allerdings hätten sie noch „keine Herauslösbarkeit des Menschen aus der vorgegebenen Weltordnung“ gekannt.
Auf der Grundlage von Edmund Husserls phänomenologischer Methode habe Max Scheler dann die (philosophische) Anthropologie erstmals thematisiert. Vorangetrieben hätten Ludwig Klages, Helmuth Plessner, Erich Rothacker, Adolf Portmann und nicht zuletzt von Arnold Gehlen die allgemeine Anthropologie in Deutschland. Mit seiner Verhaltensforschung habe Konrad Lorenz dann neue Grundlagen geschaffen.
Die Rechtsanthropologie war für die deutsche Rechtsphilosophie in den 60er- bis 80er-Jahren ein großes Thema. Große Schriften zur Rechtsanthropologie haben aus unterschiedlichen Blickrichtungen Jan M. Broekmann, Leopold Pospísil und Herbert Zemen sowie Ernst-Joachim Lampe vorgelegt. Der Rechtssoziologie Hans Ryffel hat zudem die Brücke zur Politologie geschlagen. Sein 1969 erschienenes Werk trägt den Titel Grundprobleme der Rechts- und Staatsphilosophie. Philosophische Anthropologie des Politischen. Einzelne Artikel haben zu dieser Zeit auch die Rechtsphilosophen Thomas Würtenberger, Werner Maihofer, Peter Noll, Erik Wolf, Heinz Müller-Dietz und Reinhold Zippelius publiziert.
Auch der Philosoph Klaus Hammacher widmet sich mit einem umfangreichen Alterswerk Recht und Gerechtigkeit aus der Sicht der Anthropologie. „Die Idee der Gerechtigkeit...besteht in der Erfahrung der Transzendenz, die... eine religiöse ist und die wir in allen Rechtsverhältnissen als Hintergrund in der Bedingtheit des Menschseins finden.“

## Kultur und Zivilisation
Den grundsätzlichen Zusammenhang von Recht und Kultur hat schon Gustav Radbruch in seiner berühmten Rechtsphilosophie von 1932 hervorgehoben. Er hat die Rechtsphilosophie als „Kulturphilosophie“ verstanden und den Dualismus zum methodischen Trialismus erhöht: „So wird der Übergang vollzogen von einem Dualismus zu einem Trialismus der Betrachtungsweisen (wenn man hier von der vierten, der religiösen Betrachtungsweise einmal absieht). Dieser Trialismus macht die Rechtsphilosophie zu einer Kulturphilosophie des Rechts.“ Radbruchs Sichtweise ist nach 1949 vermutlich vor dem Hintergrund der Verarbeitung des Nationalsozialismus lange ausgeblendet geblieben und findet erst spät wieder Eingang in die allgemeine rechtsphilosophische Diskussion.
Auch der Staatsrechtslehrer Peter Häberle deutet inzwischen nachdrücklich vor allem das Verfassungsrecht als einen Teil der „Kulturwissenschaft“ und beschäftigt sich mit dem dazugehörigen Menschenbild der Verfassung.
Eine Rechtsanthropologie im engeren Sinn legt Axel Montenbruck vor. Seiner Schrift gibt er den Titel: „Zivilisation. Eine Rechtsanthropologie“ und wählt damit den rechtsnahen Kulturbegriff der Zivilisation (von civis, dem Bürger römischen Rechts). Aus der Sicht einer vorrangig säkularen Zivilisation „domestiziere“ (verhäusliche) der Mensch „sich selbst“. Dabei „tritt er als ein Schöpfer seiner eigenen künstlichen Welten auf. Die Höhle, die Stadt, die Schrift und nunmehr das elektronische Informationsnetz verkörpern diese Welten“. Zudem finde im Sinne von Elias (Prozess der Zivilisierung) der Wandel vom religiösen Fremdzwang zum moralischen Selbstzwang statt. „Verinnerlicht der westliche Mensch seine Rückbindung an die Idee von einer beseelten Welt, gleich ob er sie zuvor mit oder ohne ein personales Schöpferwesen verstanden hat, so muss er auf einen besonderen höchsten humanen Geist setzen und sich gegebenenfalls auch selbst als Schöpfer begreifen. Als Preis für diese Art der Privatisierung hat derselbe Mensch aber auch die Verantwortung, sich zu „humanisieren“ und auf diese Weise zugleich seine Selbstbeherrschung zu kultivieren“.
Die bunten Einzelaspekte, welche die westliche (säkulare) Zivilisation bestimmen, sucht Montenbruck mit drei großen Paarbegriffen zu ordnen, einem subjektivistischen, einen objektivistischen und einem holistischen. So lautet der Untertitel: „Staat und Mensch, Gewalt und Recht, Kultur und Natur.“ „Staat und Mensch“ versteht er beide als „Rechtspersonen“ und als „freie Akteure“, weshalb sie auch miteinander kommunizieren und kooperieren könnten. Zu den einzelnen Aspekten des Menschenbildes gehörten generell: der Kulturmensch, der Informationsmensch und der Naturmensch, letzterer unter anderem als der genetische Evolutionsträger, ferner im Westen der zivile Mensch, unter anderem als politisches und als abstrahierendes Wesen sowie als forensischer Entscheider, der seine Normenwelt mit der Art und der Denkweise des vernünftigen Richtens pflege. Die kollektive Seite der westlichen Zivilisation prägten die Begriffe wie „Allgemeinheit, Öffentlichkeit und Demokratie“, die unter anderem auf „Gemeinde, Netzwerk und Gemeinwohl“ zurückzuführen seien.
Dirk Fabricius schlägt die Brücke von der Kriminologie aus zur Rechtsanthropologie. Denn die Psyche stellt schon seit Platon ein wesentliches Element des Bildes vom Menschen dar und die Erkenntnisse der Evolutionsbiologie geben dem Menschenbild eine neue Grundlage. Im Rahmen seines zweibändigen Werkes zu den Kriminalwissenschaften verfolgt Fabricius unter anderem die Aspekte der „Psychoanalyse“ und betrachtet die „evolutionäre Positionen“, und zwar jeweils zu den Themen „Verbrechen, Recht, Schuld, Strafe, Norm, Ursachen“.
Björn Burckhardt beschäftigt sich in einer Reihe von Schriften mit der „Erfahrung“ von Freiheit, mit der die Existenz der Willensfreiheit vielfach begründet wird.

## Naturalistische Rechtsanthropologie
In seiner dreibändigen Schriftenreihe „Natur und Recht, Politik, Ethik“ aus dem Jahr 2021 entwickelt Axel Montenbruck eine dreistufige naturalistische Ableitung von Normen: Erstens die Universalität der Normen, die auch für den Menschen gelte. Sie ergebe sich -aus der naturalistischen Sicht- aus den Gesetzen der Physik. Diese seien uns allerdings nicht vollständig bekannt und schon darin bestehe eine Grundlage für die Idee der Freiheit. Montenbruck bezieht sich unter anderem auf Begriffe, wie der Emergenz, der Entropie, der Information, der Reflexion oder auch der Selbstorganisation und der Homöostase. Auf der zweiten, der biologischen Ebene sei der Mensch ein Lebewesen, ein Wirbeltier und ein Säugetier. Seine human-genetische Besonderheit bilde die besondere Ausprägung des kindlich-symbolischen Spielens in einem geschützten Raum. Auf der humanen dritten Ebene betreibe der Mensch seine zivile Selbstorganisation mithilfe der erfolgreichen evolutionären Strategie von Mutation und Selektion. Das gelte sichtbar für den rechtlichen Umgang mit der störenden Kriminalität. Das spielerische Element zeige sich in den theaterähnlichen Rechtsriten der Hauptverhandlungen.